# Gommersdorf
 Gommersdorf  là một xã thuộc tỉnh Haut-Rhin trong vùng Grand Est, đồng bắc Pháp. Xã này có diện tích 4,14 km², dân số năm 1999 là 376 người. Khu vực này có độ cao trung bình 305 mét trên mực nước biển.